# Sisyrinchium subcernuum
Sisyrinchium subcernuum là một loài thực vật có hoa trong họ Diên vĩ. Loài này được (E.P.Bicknell) Henrich & Goldblatt miêu tả khoa học đầu tiên năm 1987 publ. 1988.